# Koliwad, Hubli
Koliwad là một làng thuộc tehsil Hubli, huyện Dharwad, bang Karnataka, Ấn Độ.